# 埃尔克·森斯-戈留斯
埃尔克·森斯-戈留斯（德語：Erk Sens-Gorius，1946年1月25日—），联邦德国男子击剑运动员。他曾获得1976年夏季奥运会击剑比赛男子花剑团体金牌，他也参加了1972年夏季奥运会，但并未获得奖牌。